# RIZIN.41
RIZIN.41（ライジン・フォーティーワン）は、日本の総合格闘技団体「RIZIN」の大会の一つ。
2023年4月1日に大阪府大阪市大阪市中央体育館（丸善インテックアリーナ大阪）で開催された。

## 概要
2023年度の開幕戦であり、大阪市中央体育館での開催は3回目。本大会では2022年6月19日に中立キックボクシング大会・THE MATCH 2022に出場し、同年12月でK-1を離脱した芦澤竜誠がRIZINに初参戦し、メインイベントとして同じく元K-1ファイターで芦澤と因縁がある皇治と対戦、芦澤が判定勝ちを収めた。芦澤は本大会を最後にキックボクシングを引退し、総合格闘技へ挑戦することを表明している。
なお、本大会はナンバーシリーズとしてはRIZIN.23 - CALLING OVER -以来約2年8ヶ月ぶりに冠スポンサーが付かない大会となった。
2023年4月20日には三重テレビ放送でダイジェスト版『RIZIN.41 -完全版-』が19:00 - 20:54に放送された。

## 対戦カード

### オープニングファイト
第1試合 キックボクシングルール 57.5kg契約ワンマッチ 3分3R
×  三輪憂斗 vs.  赤平大治 ○
1R 2:47 TKO（右ストレート）
第2試合 キックボクシングルール 57.5kg契約ワンマッチ 3分3R
○  麻太郎 vs.  櫻井芯 ×
3R終了 判定3-0

### 本戦
第1試合 キックボクシングルール 66.5kg契約ワンマッチ 3分3R
×  進撃の祐基 vs.  木村“ケルベロス”颯太 ○
3R 1:32 TKO（レフェリーストップ）
第2試合 キックボクシングルール 61.0kg契約ワンマッチ 3分3R
○  駿 vs.  元氣 ×
1R 1:37 KO（スタンドパンチ）
第3試合 MMAルール 57.0kg契約ワンマッチ 5分3R
×  中村優作 vs.  メイマン・マメドフ ○
1R 0:23 TKO（グラウンドパンチ）
第4試合 MMAルール 71.0kg契約ワンマッチ 5分3R
×  宇佐美正パトリック vs.  キム・ギョンピョ ○
1R 3:33 リアネイキッドチョーク
第5試合 MMAルール 61.0kg契約ワンマッチ 5分3R
×  金太郎 vs.  石司晃一 ○
3R終了 判定1-2
第6試合 MMAルール 66.0kg契約ワンマッチ 5分3R
×  カイル・アグォン vs.  萩原京平 ○
3R終了 判定0-3
第7試合 MMAルール 57.0kg契約ワンマッチ 5分3R
○  神龍誠 vs.  北方大地 ×
2R 1:17 肩固め
第8試合 MMAルール 77.0kg契約ワンマッチ 5分3R
×  ストラッサー起一 vs.  中村K太郎 ○
2R 0:49 TKO（グラウンドパンチ）
第9試合 MMAルール 66.0kg契約ワンマッチ 5分3R
○  ヴガール・ケラモフ vs.  堀江圭功 ×
2R 3:21 リアネイキッドチョーク
第10試合 キックボクシングルール 61.0kg契約ワンマッチ 3分3R
×  皇治 vs.  芦澤竜誠 ○
3R終了 判定1-2　(29-30 30-29 29-30)